# 吉原理恵子
吉原 理恵子（よしはら りえこ、10月4日 - ）は、福岡県出身の日本のBL小説家。
「小説JUNE」や「ザ・ルビー」などにて活動。代表作に『間の楔』（光風社出版）や『子供（ガキ）の領分シリーズ』（角川ルビー文庫）などがある。

## 作品
- 間の楔 シリーズ＜新装版第一弾　※未完＞（光風社クリスタル文庫）
  - 間の楔<1> 帰ってきた男
  - 間の楔<2> 命動
  - 間の楔<3> 刻印
  - 間の楔<4> 昏迷
  - 間の楔<5> 長い夜
  - 間の楔<6> 衝動の引き金
- 間の楔シリーズ＜新装版第二弾＞（キャラ文庫）
  - 間の楔<1>
  - 間の楔<2>
  - 間の楔<3>
  - 間の楔<4>
  - 間の楔<5>
  - 間の楔<6><完>
- 二重螺旋 シリーズ（キャラ文庫）
  - 二重螺旋
  - 愛情鎖縛―二重螺旋<2>
  - 攣哀感情―二重螺旋<3>
  - 相思喪曖―二重螺旋<4>
  - 深想心理―二重螺旋<5>
  - 業火顕乱―二重螺旋<6>
  - 灼視線―二重螺旋<外伝>
  - 嵐気流―二重螺旋<7>
  - 双曲線―二重螺旋<8>
  - 不響和音―二重螺旋<9>
  - 千夜一矢―二重螺旋<10>
  - 悋気応変―二重螺旋<11>
- 幼馴染み（角川ルビー文庫）
- 影の館（角川ルビー文庫）
- 渇愛<上・下>（白泉社花丸文庫）
- 銀のレクイエム（角川ルビー文庫）
- くされ縁の法則 シリーズ（角川ルビー文庫）
  - トライアングル･ラブ･バトル―くされ縁の法則<1>
  - 熱情（こい）のバランス―くされ縁の法則<2>
  - 独占欲のスタンス―くされ縁の法則<3>
  - 激震のタービュランス―くされ縁の法則<4>
  - 情動のメタモルフォーゼ―くされ縁の法則<5>
  - 蒼眸のインパルス―くされ縁の法則<6>
  - 逆光のリバース―くされ縁の法則<7>
- 暗闇（サタン）の封印 シリーズ（角川ルビー文庫）
  - 暗闇（サタン）の封印―邂逅の章
  - 暗闇（サタン）の封印―黎明の章
- 純血の檻（角川ルビー文庫）
- 私立「海峰 スキャンダル」 シリーズ（角川ルビー文庫）
  - 私立「海峰 スキャンダル」
  - 災厄・トラブルメーカー
  - 清福‐バレンタイン･ソプラディー
- 対の絆（角川ルビー文庫）
- 呪縛（と・り・こ）（角川ルビー文庫）
- 子供（ガキ）の領分 シリーズ（角川ルビー文庫）
  - act.1 ナメてんじゃねぇよ
  - act.2 それが、どーした？
  - act.3 やってられっかよ
  - 広海君のゆううつ
  - 広海君のゲキリン
  - 子供（ガキ）の領分リターンズ
    - 陽一サマの高笑い
    - 広海君の災難
    - 大地の逆襲

  - 子供（ガキ）の領分 体育祭編
    - 学園タイフーン

  - 子供（ガキ）の領分ハイパー
    - 分岐点－ターニング･ポイント－
    - 臨界点－サンダー･ボルト－
    - 到達点－ボーダーライン－

  - 子供（ガキ）の領分リミックス reality
  - 子供（ガキ）の領分REMIX-be under-
- 陽だまりに吹く風（ダリア文庫）